# Herwig Kipping
Herwig Kipping (* 31. März 1948 in Meyhen) ist ein deutscher Spielfilmregisseur und Drehbuchautor.

## Leben
Kipping studierte von 1968 bis 1972 Mathematik an der Humboldt-Universität zu Berlin. In dieser Zeit begann er die Dichter Georg Heym, Georg Trakl, Arthur Rimbaud, Paul Verlaine, Charles Baudelaire, Dostojewski und vor allem Friedrich Nietzsche zu lesen und selbst intensiv Gedichte zu schreiben. Er gab die Mathematik auf und wollte nur noch eines: Dichter werden. So kam er zum Film, zum Fernsehen der DDR. Als Volontär in der Dramatischen Kunst war Herwig Kipping Regieassistent bei Thomas Langhoff. Obwohl er keine Delegierung zum Studium an der Hochschule für Film und Fernsehen bekam, aber als einziger die Aufnahmeprüfung bestand, studierte er von 1978 bis 1982 Regie an der Hochschule für Film und Fernsehen Potsdam. Schon seine zweite Dokufilmübung „Bahnpostfahrer“ erregte Aufsehen.
Er wird zur letzten Generation der DEFA-Regisseure gezählt und galt zu DDR-Zeiten als obrigkeitswidrig, was schließlich auch zu seinem Ausschluss aus der SED führte und ihm die Gelegenheit nahm, Filmprojekte zu realisieren. 1986 wurde er Schüler bei Heiner Carow an der Akademie der Künste in Berlin.
Nach der Wende wurden einige Filmprojekte von ihm gefördert. Erwähnenswert sind Das Land hinter dem Regenbogen von 1991, für den er 1992 beim Bundesfilmpreis mit dem Filmband in Silber ausgezeichnet wurde.

## Filmographie
- 1979: Bahnpostfahrer
- 1979: Der Ball
- 1979: Müllwagen 27
- 1979: Week End
- 1981: Die Nebelschlucht
- 1983: Hommage a Hölderlin
- 1983: Karl Stülpner oder Der Traum vom Fliegen
- 1984: Sechs auf dem Dach
- 1989: Liebe, Sex und Drogen
- 1989: Selbstmord
- 1991: Das Land hinter dem Regenbogen
- 1993: Novalis – Die blaue Blume